# Метар изнад нивоа мора
Метар(а) изнад нивоа мора је стандардан назив за мерење вертикалне раздаљине између површине земљишта и површине мора као референтне тачке. Ниво мора током историје се мењао али се у одређеном добу користио као референца те се сходно томе услед промене нивоа мора мења и ова величина. Такође ниво мора се мења и услед плиме и осеке па се често може чути за средњи ниво мора.

## Коришћење
Ово мерење се користи у више сврха као што су:
- висина површине тла на одређеној географској локацији
- висина одређених грађевина, у новије време небодера
- висина током лета авиона

## Мерење
Раздаљина одређене тачке од нивоа мора може се мерити на више начина:
- Помоћу GPS (Global Positioning System), који одређује висину на основу удаљености од више геостационарних сателита
- Помоћу висиномера који висину мери у односу на мерени атмосферски притисак у одређеној тачки
- Помоћу топографске мапе